# Albert Féraud

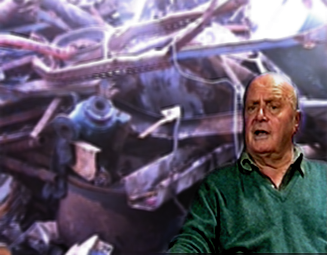
Albert Féraud (1995)

Albert Féraud (* 26. November 1921 in Paris; † 11. Januar 2008 in Bagneux) war ein französischer Bildhauer.
Féraud absolvierte ein Kunststudium an den Hochschulen für bildende Künste in Montpellier, Marseille und Paris. Abschließend arbeitete er bei Alfred Janniot. 1951 erhielt Féraud, der vor allem mit Stein und Metall arbeitete, den Prix de Rome; 1989 wurde er zum Mitglied der Académie des Beaux-Arts gewählt.
Zum 40. Jahrestages der Allgemeine Erklärung der Menschenrechte der Vereinten Nationen am 10. Dezember 1988 entwarf Albert Féraud im Auftrag der UNESCO eine Gedenkmedaille. 